# ارنی کومز
ارنی کومز (انگلیسی: Ernie Coombs؛ ۲۶ نوامبر ۱۹۲۷ – ۱۸ سپتامبر ۲۰۰۱) بازیگر و صداپیشه اهل ایالات متحده آمریکا و کانادا بود.